# Árni Þorláksson
Árni Þorláksson, también conocido por su apodo Staða-Árni (1237-1298) fue el décimo obispo de Skálholt entre 1269 y 1298, el primero bajo la corona de Noruega tras la disolución de la Mancomunidad Islandesa. La fuente principal sobre su figura histórica es Árna saga biskups.
Árni era hijo Þorlákur Guðmundsson (1174-1281), y nieto de Guðmundr gríss Ámundason; su madre era Halldóra Ormsdóttir. Se educó con el obispo Brandur Jónsson, cuando era abad del Monasterio de Þykkvabær. Cuando Brandur fue elegido obispo de Hólar, Árni le acompañó en su viaje al continente donde conoció a Magnus VI de Noruega con quien a partir de entonces siempre mantuvo muy buenas relaciones.
Brandur murió al año de ser ordenado obispo, sucediéndole Sigvarður Þéttmarsson, quien le concedió la gestión educativa del monasterio hasta que el obispo Jörundur Þorsteinsson se pudo hacer cargo en 1267. Jörundur entonces lo envió a Skálholt donde asistió a Sigvarður que ya era anciano, a la muerte de este en 1269, fue elegido obispo y ordenado en la catedral de Nidaros ese mismo año. Desempeñó su cargo durante casi treinta años. 
Fue impulsor de las cruzadas, predicando la guerra santa por toda la isla con sacerdotes seleccionados y utilizando medidas litúrgicas de gran efecto, para conseguir la implicación de los clanes islandeses siguiendo las premisas del segundo Concilio de Lyon (1274).
Murió en Bergen, el 17 de abril de 1298.

## Kristniréttur y staðamál
Árni lideró el nuevo orden de la Iglesia islandesa (Kristniréttur, o «derecho cristiano») en 1275 y fue artífice del Staðamál síðari, un proceso de confiscación de aquellas plazas donde se ubicaban recintos sagrados, hasta entonces bajo tutela de los grandes terratenientes (goðar), no sin cierta oposición de algunos de ellos liderados por Hrafn Oddsson. Hrafn murió en 1289 y su sucesor Þorvarður Þórarinsson fue bastante menos beligerante. Árni logró finalmente la apropiación de la mitad de las propiedades de los islandeses en 1297, sancionado por el poder real. A diferencia de su antecesor Þorlákur Þórhallsson cien años antes, fue mucho más agresivo y efectivo a la hora de impulsar y reivindicar los derechos de la Iglesia católica en Islandia.